# Cañizar del Olivar
Cañizar del Olivar – gmina w Hiszpanii, w prowincji Teruel, w Aragonii, o powierzchni 22,29 km². W 2011 roku gmina liczyła 110 mieszkańców.